# Mouvement pour l'autodétermination de la Kabylie
Pour les articles homonymes, voir MAK.
Le Mouvement pour l'autodétermination de la Kabylie (MAK), en kabyle : Amussu i ufraniman n tamurt n iqbayliyen, en tifinagh :  ⴰⵎⵓⵙⵙⵓ ⵉ ⵓⴼⵔⴰⵏⵉⵎⴰⵏ ⵏ ⵜⴰⵎⵓⵔⵜ ⵏ ⵉⵇⴱⴰⵢⵍⵉⵢⴻⵏ), est un mouvement indépendantiste kabyle, fondé le 5 juin 2001, visant à l'instauration d'un État kabyle souverain.

## Histoire

Drapeau de la Kabylie autoproclamé conçu et réalisé par le MAK

Ce mouvement politique est né à la suite des événements qu'a connu la Kabylie et la contestation de la population contre le pouvoir algérien et pour la justice sociale pendant le Printemps noir de Kabylie en 2001,.
Le Mouvement pour l'autonomie de la Kabylie est devenu le Mouvement pour l'autodétermination de la Kabylie (MAK) le 4 octobre 2013. Le mouvement se réclamant pacifiste, a lutté dans un premier temps (avant 2013) pour une autonomie avant de prôner l'organisation d'un référendum d'autodétermination en Kabylie incluant comme option son indépendance,.
En 2013, une association formée à Paris par le Mouvement pour l'autonomie de la Kabylie vise à former un gouvernement provisoire kabyle (GPK).
Selon Le Monde diplomatique, le MAK demeure un groupe minoritaire établi essentiellement à l'étranger. Seule une infime partie des Kabyles adhère à ses thèses, ce parti est désormais considéré comme « terroriste » par les autorités algériennes.

### Organisation terroriste en Algérie (mai 2021)
Des membres du MAK ont fait l'objet de multiples arrestations en Algérie et sont accusés par le ministère de la Défense d'avoir planifié des actes terroristes en Algérie et de percevoir des financements étrangers pour cela. Le 18 mai 2021, après réunion du Haut Conseil de Sécurité algérien (HCS), le MAK est classé comme « organisation terroriste » par l’État algérien à la suite d'accusations dont il fait l'objet de la part de ce dernier à propos de la planification supposée d'actes terroristes,. Ces accusations émises par le ministère de la Défense nationale algérien ont été réfutées par le MAK. 
En 2024, le MAK est suspecté par la justice algérienne d'avoir tenté de faire passer illégalement des armes en Algérie en vue de commettre des actes terroristes.
En mai 2025, la cour d’appel de Paris refuse d’extrader Aksel Bellabbaci, un responsable du MAK réfugié en France et accusé d’« actes terroristes » par les autorités algériennes.

### Critique du FFS (septembre 2021)
En septembre 2021, Youcef Aouchiche Premier secrétaire national du FFS, un parti politique d'opposition bien ancré en kabylie, déclare que le parti à de « tout temps été sur le terrain pour tenter de convaincre la population de la Kabylie que ce projet séparatiste a pour but de diviser le pays » en soulignant que l’unité nationale fait partie des « fondements » de la création du FFS. Et ajoutant « J’ai déjà eu l’occasion de dire que ces personnes sont considérées comme des ennemis de la nation et du peuple qu’il faut absolument combattre ».

## Relations internationales

### Amérique du Nord
Les États-Unis rejettent la classification d'organisation terroriste dans le rapport 2022 du département d’État sur le terrorisme en affirmant qu'elle est politique et non pas sécuritaire, et que le MAK est une organisation politique et non pas terroriste. 
Le Canada ne classe pas non plus le MAK comme organisation terroriste, et Radio-Canada fait état de pressions sur des ressortissants canadiens proches du mouvement. 

### Maroc
En 2011, un proche de Ferhat Mehenni, Idir Djouder accuse le MAK de percevoir des fonds du Maroc (250 000 euros par mois) et critique ses méthodes de gestion. Idir Djouder emploie le qualificatif de « dictateur », il qualifie son « gouvernement » et le contenu des réunions de formelle avec des décisions prises « ailleurs ». Le MAK a démenti les accusations de Idir Djouder.
En 2015, deux diplomates marocains, membres de la mission permanente du royaume aux Nations Unies déclarent soutenir « les droits légitimes du peuple kabyle à l’auto-détermination ».  De son côté, Ferhat Mehenni soutient le Maroc sur le dossier du Sahara occidental,.
De même, le Maroc évoque officiellement « le droit du peuple kabyle à l’autodétermination » lors de la réunion ministérielle du mouvement des non-alignés  (MNA) qui s’est tenue en ligne mardi 13 et 14 juillet 2021. Ainsi Ferhat Mehenni, président du Mouvement pour l'autodétermination de la Kabylie (MAK), et de l'ANAVAD (Gouvernement provisoire de Kabylie en exil), a salué « la position historique et courageuse en Afrique du Nord et pour toute l'Union africaine » du droit à l'autodétermination du peuple de Kabylie, par le Maroc à travers la voix de son représentant permanent auprès de l'ONU.
Ferhat Mehenni a souligné que « grâce au Maroc, le MNA a pris acte de la légitimité de la Kabylie à décider souverainement de son avenir », ce qui constitue « une étape remarquable dans la lutte pacifique de la Kabylie sur la voie de notre indépendance ».
En 2023, la lobbyiste américaine Elysabeth Myers, basée à Marrakech, est engagée pour défendre les intérêts du MAK auprès de l'administration américaine.